# Латинович, Золтан
Зо́лтан Ла́тинович (венг. Latinovits Zoltán; 9 сентября 1931, Будапешт — 4 июня 1976, Балатонсемеш) — венгерский актёр театра и кино.

## Жизнь и творчество
Родился в зажиточной столичной семье.
Родители расстались вскоре после рождения сына.
Получил архитектурное образование, занимался живописью, вообще был широко одаренным и образованным человеком.
Дебютировал в кино в 1959 году.
Снимался у крупнейших отечественных и европейских кинорежиссеров (Хуан Антонио Бардем, Миклош Янчо, Золтан Хусарик, Андраш Ковач, Золтан Фабри).
На рубеже 1960—1970-х был самым популярным киноактёром Венгрии.
Известен также исполнением стихов Эндре Ади и Аттилы Йожефа.
Покончил с собой, бросившись под поезд.
Остался легендой венгерского кино.

## Избранная фильмография
- 1962 — Наследство казначея Стамбула — Тодор Кристиан
- 1963 — Фото Хабера — Габор Чаки, офицер контрразведки «под прикрытием»
- 1965 — Без надежды, реж. Миклош Янчо — Имре Веселька
- 1965 — Перстень с русалкой — Кальман Борши, разведчик-антифашист
- 1965 — Свет за шторами — Габор Тот, старший лейтенант госбезопасности
- 1967 — Холодные дни (Облава в январе), реж. Андраш Ковач — майор Бюки
- 1967 — Венгерский набоб — Рудольф
- 1967 — Золтан Карпати — Рудольф
- 1967 — Звёзды и солдаты, реж. Миклош Янчо
- 1967 — Тишина и крик, реж. Миклош Янчо — Кемери, начальник полиции
- 1968 — Звёзды Эгера — Имре Варшани
- 1969 — Профессор преступного мира
- 1971 — Синдбад, реж. Золтан Хусарик — Синдбад
- 1971 — Королева чардаша
- 1974 — Незавершенная фраза, реж. Золтан Фабри
- 1976 — Пятая печать, реж. Золтан Фабри — фашистский офицер в штатском

## Награды
Премирован как лучший актёр на кинофестивале в Сан-Себастьяне («Серебряная раковина» 1970).
- 1966 — Премия имени Мари Ясаи
- 1970 — Премия имени Белы Балажа
- 1975 — Заслуженный артист ВНР
- 1990 — Премия имени Кошута (посмертно)

## Интересные факты
- Единоутробный брат актёра Иштвана Буйтора и композитора и рок-музыканта Кароя Френрейса
- Его мать, Каталина Гундель, прожила 100 лет и умерла в 2010 году, пережив двух сыновей, Золтана Латиновича и Иштвана Буйтора.